# Educación superior en Chile

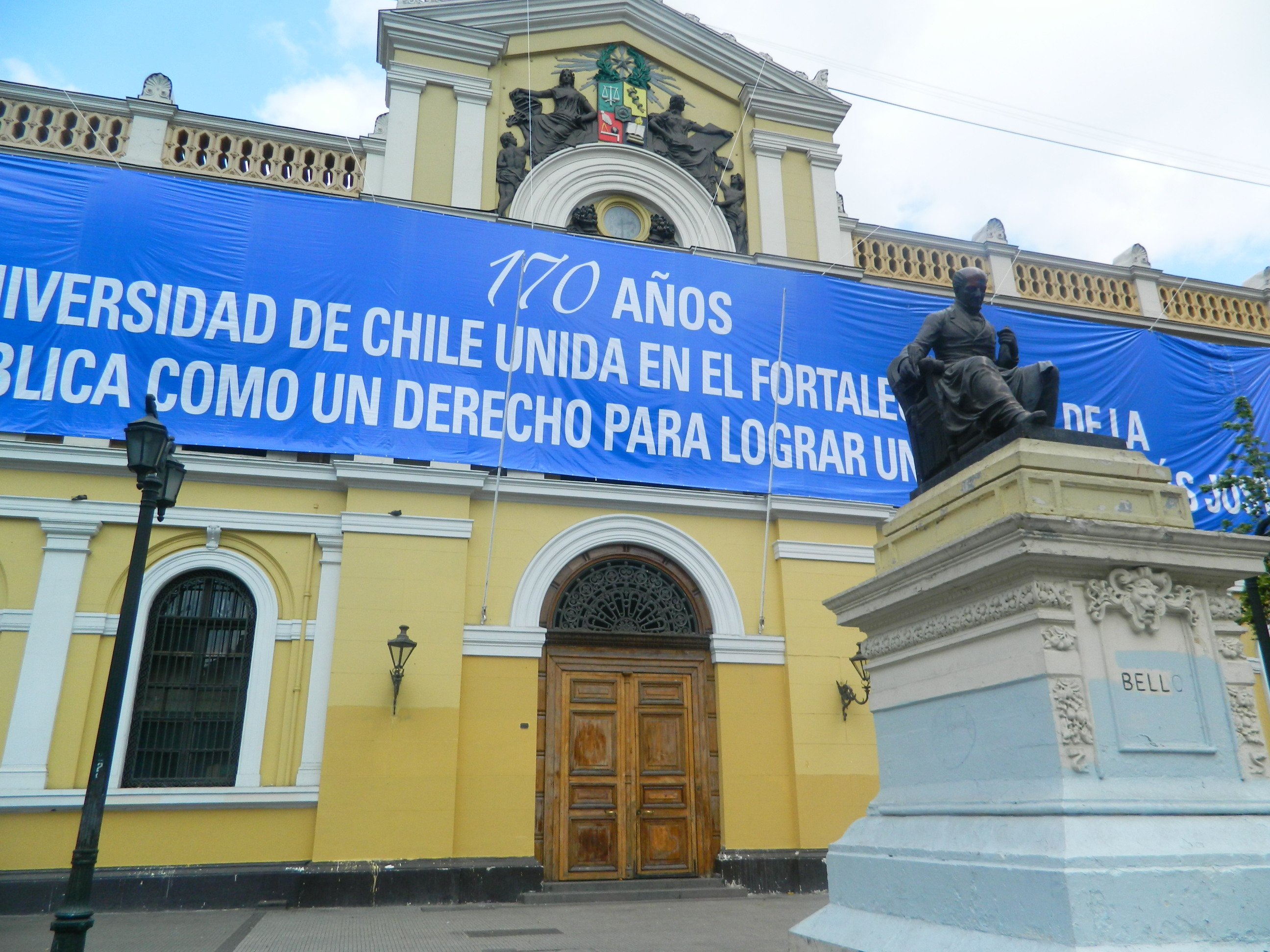
Frontis de la Casa Central de la Universidad de Chile, la institución de educación superior más antigua del país.

El sistema de educación superior en Chile está conformado oficialmente por 159 Instituciones de Educación Superior (IES), agrupadas en: universidades (60), institutos profesionales (43), centros de formación técnica (46) y establecimientos de educación superior de las Fuerzas Armadas, de Orden y Seguridad (10). Estas instituciones entregan el total de planes de pregrado y postgrado en el país. En específico, los establecimientos de educación superior reconocidos oficialmente otorgan títulos técnicos de nivel superior, títulos profesionales y grados académicos, según corresponda.
La Ley Orgánica Constitucional de Enseñanza (LOCE) N°18.962 publicada el 10 de marzo de 1990, regulaba la creación y disolución de las instituciones de educación superior, siendo la ley marco para todas las normas vigentes en el área en ese entonces.

## Historia

### Primeros años
Durante el período colonial, prácticamente todo el quehacer intelectual y educativo permaneció circunscrito al ámbito de la Iglesia, que tenía reservada la asignación de títulos y grados académicos. Las primeras universidades chilenas, de modo natural, surgieron al amparo de las órdenes religiosas. En el convento dominico de Santiago comenzó a funcionar la Universidad de Santo Tomás de Aquino en 1622, sobre la base de las cátedras de Teología y Arte, que ya se impartían en el establecimiento. La institución entregaba grados de bachiller, licenciado, maestro y doctor, que calificaba a estudiantes criollos y peninsulares para acceder a cargos civiles y eclesiásticos. Un año después, la Compañía de Jesús recibió la facultad de impartir estudios superiores en Chile y fundó el Convictorio San Francisco Javier, que más que rivalizar con la institución dominica se concentró en la formación de sacerdotes y misioneros para la evangelización de los indígenas, para lo cual dispuso de clérigos jesuitas llegados del Paraguay.
No obstante la gravitación cultural alcanzada, las universidades de matriz religiosa no lograban satisfacer las aspiraciones de los chilenos en orden a disponer de una academia superior que trascendiera los estudios religiosos y preparara a profesionales capaces de atender otras demandas de la sociedad a partir de disciplinas profanas, tales como matemáticas, filosofía, medicina y derecho. Así, el monarca Felipe V de España dispuso en 1738 la fundación en Santiago de la Real Universidad de San Felipe, la primera universidad del territorio, instalada en Santiago de Chile en 1747 y con actividad docente desde 1758. 
En paralelo a la fundación de la universidad real, Felipe V de España privó a las instituciones conventuales de la facultad de entregar títulos y grados. Esta medida condujo a la clausura de la Universidad de Santo Tomás, mientras que el Convictorio de San Francisco Javier permaneció en actividad hasta 1767, fecha en que, como consecuencia de la expulsión de los jesuitas de los dominios de la corona española, fue reemplazado por el Convictorio Carolino.
La Universidad de San Felipe contaba con las facultades de Teología, Filosofía, Derecho, Medicina y Matemáticas. En este establecimiento se graduaron más de mil estudiantes, algunos de ellos provenientes de Cuyo, Córdoba, Buenos Aires y Salta. Esta estructura funcionó regularmente hasta 1813.

### sigloXIX
Posterior a la independencia del país, se crearía en 1842 la Universidad de Chile, como sucesora de la Universidad de San Felipe.
Desde la creación de la Universidad de Chile, el estado tuvo un amplio dominio en la educación superior. Esta situación se mantuvo posteriormente, incluso luego de emerger universidades privadas (fines del siglo XIX) y hasta la primera mitad del siglo XX. En la práctica, para las universidades privadas establecidas desde la fundación de la Universidad Católica de Chile en 1888, esto significó que sus estudiantes tuvieran que rendir exámenes de fin de curso ante comisiones de profesores de la Universidad de Chile hasta la década de 1950.
La Universidad Católica de Chile surge durante 1888 como respuesta conservadora a lo que la Iglesia católica veía como el predominio de ideas liberales y secularizantes en el Gobierno del país y en la Universidad de Chile. Cabe tener presente que durante el gobierno del presidente Domingo Santa María (1881-1886) se promulgan las Leyes laicas que restan predominio a la Iglesia católica, lo que tendrá como fin del proceso la separación de la Iglesia y el Estado.

### sigloXX
Posteriormente y fundadas en base al deseo de elites regionales por tener universidades locales, se fundan nuevas universidades privadas durante la primera mitad del siglo XX. Entre ellas se encuentran la Universidad de Concepción, fundada en 1919 por líderes cívicos de la Orden Masónica en Concepción; la Universidad Técnica Federico Santa María en 1926 y la Universidad Católica de Valparaíso, ambas en Valparaíso. Durante esta época también se funda la Universidad Austral de Chile en 1954 en la ciudad de Valdivia. En el norte del país, se fundaría en Antofagasta en 1956 la Universidad Católica del Norte.
La contribución de la Universidad Técnica Federico Santa María al país está marcada por la coherencia y fidelidad a un mandato que le fue entregado explícitamente, en que se combinan dos objetivos centrales: formar los profesionales que el país requiere para los procesos de industrialización y desarrollo de su estructura productiva, ser una puerta de entrada para la movilidad e inclusión social de los sectores populares al conocimiento superior y a su reproducción. "Contribuyo con mi óbolo a la infancia, en seguida a la escuela primaria, de allí a la Escuela de Artes y Oficios y, por último, al Colegio de Ingenieros, poniendo al alcance del desvalido meritorio llegar al más alto grado del saber humano".
UNIVERSIDAD TÉCNICA DEL ESTADO (UTE).
La UTE fue una  universidad pública creada en 1947, cuya institución antecesora es la Escuela de Artes y Oficios y que en  1981 da origen a la Universidad de Santiago de Chile, Universidad de Antofagasta, Universidad de Atacama, Universidad de La Serena, Universidad del Bío-Bío, Universidad de la Frontera y Universidad de Magallanes. En 1952 se promulgó el primer estatuto Orgánico que le permitió comenzar a funcionar como Universidad. Su primer rector fue don Octavio Lazo Valenzuela , la actividad académica quedaba en manos de cuatro Consejos Docentes bajo la tuición del Consejo Universitario.
Durante la década de 1960, se promulga un segundo Estatuto Orgánico, que le permite a la Universidad organizarse a través de sedes, facultades, departamentos, y todas las estructuras académicas que el consejo estime conveniente.
UNIVERSIDAD TÉCNICA FEDERICO SANTA MARÍA (UTFSM).
La Universidad Técnica Federico Santa María fue imaginada por don Federico Santa María (1845 - 1925), quien concibe las bases de la Institución a través de su voluntad plasmada en un testamento en París, el año 1920. En su memoria manifiesta a sus legatarios el deseo de contribuir con el progreso material y ampliar el horizonte cultural de su nación, el objetivo fundamental de su pensamiento era dar la posibilidad a los jóvenes de escasos recursos y especialmente a aquellos provenientes de los grupos más modestos, para seguir estudios superiores y alcanzar el pleno conocimiento de las más altas disciplinas, sin tribulaciones de orden económico y sin más exigencias posterior que el empleo de esos conocimientos y de la cultura adquirida en beneficio del país y de sus semejantes.
Un año después de su fallecimiento, el 27 de abril de 1926, se determina la creación de la Fundación que lleva su nombre y la implementación de una Casa de Estudios que procure la formación integral de sus alumnos, considerando la excelencia académica en la enseñanza profesional, científica y humana, fundándose tanto en los valores universales del hombre como en la responsabilidad social de los mismos.
A la creación de universidades regionales, se sumó la creación de la Universidad Técnica del Estado en 1947 que se forma fusionando varias escuelas técnicas de minas, ingeniería y artes y oficios, con la Escuela de Ingenieros Industriales de Santiago y con el Instituto Pedagógico Técnico.
La Universidad de Chile, por su parte extendió su alcance a todo el país durante la década de los cincuenta y sesenta, a través de una red de colegios universitarios regionales, un modelo que fue luego implementado por la Universidad Técnica del Estado, y después, por la Universidad Católica de Chile, cada una con sus propios sistemas de campus regionales.
Para fines de 1960, la Educación Superior Chilena estaba compuesta por dos universidades públicas con cobertura regional centradas en carreras de duración intermedia en áreas tecnológicas y carreras de educación; seis universidades privadas que agrupaban a tres entidades católicas y a tres seculares sin fines de lucro, dedicadas al desarrollo regional. Todas ellas recibían subsidios directos por parte del estado.
La universidad de ese entonces era básicamente una entidad docente de pregrado. No obstante concentrar el 80% del personal de investigación del país, había sólo un programa doctoral en Chile en 1965 (el doctorado en Ingeniería de la Universidad Técnica Federico Santa María, creado en 1960), y sólo 4.7% de los académicos de la Universidad de Chile tenía el grado académico de doctor en 1967[cita requerida].

#### Reforma universitaria de 1981
Transcurridos los ochenta, el país inició una descentralización del financiamiento del sistema mediante subvención, generándose una gran Reforma educativa en el año 1981 que consistió en la instalación de tres grandes cambios:
- En primer término, transfirió la administración del conjunto de los establecimientos escolares, hasta entonces dependientes del Ministerio de Educación, a los 325 Municipios del país (hoy 334), los que pasaron a manejar su personal, con poder de contratar y despedir profesores, y administrar su infraestructura, mientras el Ministerio de Educación mantenía funciones normativas, de definición del currículum y de los libros de texto, de supervisión y de evaluación.

- En segundo lugar, cambio la forma de la asignación de los recursos, de una modalidad basada en los presupuestos históricos de gasto de los establecimientos a una modalidad basada en el pago de una subvención por alumno atendido.

- Por último, la reforma traspasó la administración de un número de establecimientos públicos de educación vocacional (nivel medio) desde el Ministerio de Educación a corporaciones.

Los propósitos gubernamentales explícitos e implícitos tras las políticas descentralizadoras y privatizadoras de los años 80 fueron orientados al logro de una mayor eficiencia en el uso de los recursos, a través de la competencia entre establecimientos por matrícula; el traspaso de funciones desde el Ministerio de Educación y su burocracia central a los poderes locales representados en el Municipio, así como la disminución del poder de negociación del gremio docente; una mayor participación del sector privado en la provisión de la educación, lo que establecería bases para una mayor competencia entre establecimientos y mayores opciones para los consumidores; por último, una cercanía mayor de la educación media técnico-profesional a los ámbitos económicos de la producción y los servicios.

## Instituciones de educación superior
Existen diversas clasificaciones de las Instituciones de Educación Superior (IES) en Chile. La clasificación más general toma 3 tipos: Universidades, Institutos Profesionales y Centros de Formación Técnica y es la que se detalla a continuación. Junto a esta clasificación para las universidades también se distinguen: Universidad CRUCh y Universidad Privada, en donde se separan las instituciones creadas con anterioridad a la reforma de 1981 y del fruto de la escisión de universidades nacionales, de las creadas desde ese año en adelante; Universidades Estatales, Universidades Particulares con Aporte y Universidades Privadas en donde se subdividen las instituciones pertenecientes al Consejo de Rectores.

### Universidades
Las Universidades pueden otorgar títulos profesionales y toda clase de grados académicos en especial, de licenciado, magíster y doctor. Además, corresponde exclusivamente a las universidades otorgar títulos profesionales respecto de los cuales la ley requiere haber obtenido previamente el grado de licenciado en las carreras que impartan. Con todo, el otorgamiento del título profesional de abogado corresponde a la Corte Suprema de Justicia.
A 2017 existen 60 universidades en Chile reconocidas oficialmente por el Estado, las cuales son clasificadas en tres categorías:
- Universidades estatales o públicas
- Universidades tradicionales no estatales, privadas tradicionales o particulares
- Universidades privadas

Las universidades estatales y particulares reconocidas por el estado, denominadas genéricamente como universidades tradicionales, integran el Consejo de Rectores de las Universidades Chilenas (CRUCH).
A su vez, por afinidad o características específicas, en Chile las universidades están agrupadas en organizaciones tales como el Consorcio de Universidades Estatales de Chile (CUECh), la Agrupación de Universidades Regionales de Chile (AUR), la Red Universitaria Cruz del Sur, la Red Universitaria G9, y la Corporación de Universidades Privadas (CUPChile), entre otras.

#### Universidades estatales
Las universidades estatales o públicas, también llamadas universidades tradicionales estatales, son universidades constituidas como corporaciones de derecho público, creadas por ley, poseyendo sus propios estatutos, y pertenecen al Estado de Chile, el cual tiene participación en su creación o en su administración. Son reconocidos como establecimientos no sujetos a intereses particulares, políticos, religiosos, económicos o de otra índole.
Al año 2017, son 18 las universidades que conforman esta categoría. Todas ellas integran el Consorcio de Universidades Estatales de Chile (CUECH) y el Consejo de Rectores de las Universidades Chilenas (CRUCH).
| #  | Nombre                                                 | Año de inicio de actividades | Casa central |
| -- | ------------------------------------------------------ | ---------------------------- | ------------ |
| 1  | Universidad de Chile                                   | 19 de noviembre de 1842      | Santiago     |
| 2  | Universidad de Valparaíso                              | 12 de febrero de 1981        | Valparaíso   |
| 3  | Universidad de Antofagasta                             | 20 de marzo de 1981          | Antofagasta  |
| 4  | Universidad de La Frontera                             | 20 de marzo de 1981          | Temuco       |
| 5  | Universidad de La Serena                               | 20 de marzo de 1981          | La Serena    |
| 6  | Universidad de Santiago de Chile                       | 21 de marzo de 1981          | Santiago     |
| 7  | Universidad de Atacama                                 | 26 de octubre de 1981        | Copiapó      |
| 8  | Universidad de Magallanes                              | 26 de octubre de 1981        | Punta Arenas |
| 9  | Universidad de Talca                                   | 26 de octubre de 1981        | Talca        |
| 10 | Universidad de Tarapacá                                | 11 de diciembre de 1981      | Arica        |
| 11 | Universidad Arturo Prat                                | 14 de diciembre de 1984      | Iquique      |
| 12 | Universidad de Playa Ancha de Ciencias de la Educación | 4 de septiembre de 1985      | Valparaíso   |
| 13 | Universidad Metropolitana de Ciencias de la Educación  | 4 de septiembre de 1985      | Santiago     |
| 14 | Universidad del Bío-Bío                                | 29 de septiembre de 1988     | Concepción   |
| 15 | Universidad de Los Lagos                               | 30 de agosto de 1993         | Osorno       |
| 16 | Universidad Tecnológica Metropolitana                  | 30 de agosto de 1993         | Santiago     |
| 17 | Universidad de Aysén                                   | 7 de agosto de 2015          | Coyhaique    |
| 18 | Universidad de O'Higgins                               | 7 de agosto de 2015          | Rancagua     |

#### Universidades particulares o tradicionales no estatales
Las universidades particulares reconocidas por el estado o universidades tradicionales no estatales, también llamadas universidades privadas con aporte del Estado, son universidades constituidas como instituciones de derecho privado o pertenecen a la Iglesia católica, conforme a su derecho propio, reconocidas por el Estado antes de 1981, o derivadas de aquellas. Estas universidades reciben aportes del Estado.
Al año 2017, son 9 las universidades que conforman esta categoría, 6 universidades católicas y 3 privadas no católicas. Todas ellas integran el Consejo de Rectores de las Universidades Chilenas (CRUCH).
| # | Nombre                                          | Año de inicio de actividades | Casa central |
| - | ----------------------------------------------- | ---------------------------- | ------------ |
| 1 | Pontificia Universidad Católica de Chile        | 1888                         | Santiago     |
| 2 | Universidad de Concepción                       | 1919                         | Concepción   |
| 3 | Pontificia Universidad Católica de Valparaíso   | 1928                         | Valparaíso   |
| 4 | Universidad Técnica Federico Santa María        | 1932                         | Valparaíso   |
| 5 | Universidad Austral de Chile                    | 1955                         | Valdivia     |
| 6 | Universidad Católica del Norte                  | 1957                         | Antofagasta  |
| 7 | Universidad Católica de la Santísima Concepción | 1991                         | Concepción   |
| 8 | Universidad Católica de Temuco                  | 1991                         | Temuco       |
| 9 | Universidad Católica del Maule                  | 1991                         | Talca        |

#### Universidades privadas
Las universidades privadas, son todas las universidades no estatales creadas después de 1981, de conformidad al DFL 1 de 1980 o a la Ley 18.962 (Ley Orgánica Constitucional de Enseñanza) de 1990. A 2017 son 33 las universidades de esta categoría que están reconocidas por el Estado.

### Institutos Profesionales
Los Institutos Profesionales sólo podrán otorgar título profesionales de aquellos que no requieran licenciatura, y títulos técnicos de nivel superior en las áreas en que otorgan los anteriores.
En la actualidad existen 43 Institutos Profesionales.

### Centros de Formación Técnica
Los Centros de Formación Técnica sólo podrán otorgar el título de técnico de nivel superior.
Tampoco tienen el derecho de entregar pre y post grados académicos.
Centros de Formación Técnica e Institutos Profesionales:
Es la institucionalidad técnica Chilena, son el equivalente a los Institutos Politécnicos o a las Universidades
Técnicas en Chile, son las instituciones encargadas de formar técnicos y profesionales procedimentales, cumplen su misión
cultivando la técnica y las tecnologías, creando y preservando el patrimonio cultural y educacional de conocimientos tácticos,
resolviendo problemas relevantes para el país, desde una docencia vinculada con el ejercicio laboral, entregan una formación
técnica y académica cualificada integral con un modelo que requiere de la acreditación de 1600 horas mínimas de realización
experimental y de cumplimiento del plan de estudios, y que en disciplinas de mayor complejidad requerirá de la entrega de
certificaciones que demuestren competencias únicas y especializadas de alto nivel, despliegan una labor interdisciplinaria con
las ciencias y una enseñanza articulada con los sectores productivos estratégicos y sistématicos, esto es industrias, empresas,
liceos técnicos y politécnicos, universidades, comunidades territoriales y organizaciones sociales. Propiamente están preparados
para intervenir, producir invenciones, contactarse y vincularse con el medio, en el estudio, la realización y experimentación de
actividades técnicas en los entornos, conectándose también con actividades de extensión de disciplinas que comparten,
fomentan y difunden conocimientos, la adaptación a los diversos panoramas son abordados particularmente en la función de
transferencia tecnológica, innovación, iniciativa y emprendimiento, en el alto nivel de desarrollo de investigación aplicada
y la formación continua académica y de diplomaturas, coherente con las actualizaciones de desempeño que son necesarias en el
ejercicio técnico profesional. Las instituciones técnicas, contribuyen al progreso social con investigación técnica especializada,
con capacitación laboral enfocada, soluciones avanzadas, equipamiento industrial eficiente, diversificación de mercados y
aporte de dinamismo a las economías, contribuyendo con la preparación de técnicos pertinentes que producen con agregación
de valor y solucionan necesidades con innovación, asignando competitividad y sostenibilidad a los sistemas y la sociedad,
transformando los estándares y la calidad de vida de las personas.
En la actualidad existen 46 Centros de Formación Técnica.
Centros de Formación Técnica Estatales:
Los Centros de Formación Técnica Estatales Regionales, son instituciones de educación superior del Estado, creados en el 2016 por el gobierno de la presidenta Michelle Bachelet, luego de más de 50 años sin oferta de formación técnica pública del Estado, su implementación se divide en 3 etapas, estos tienen como función:
a) Entregar formación pertinente a través de una vinculación efectiva con el
sector productivo de su región, orientada hacia el desempeño en el mundo laboral,
el desarrollo de habilidades interpersonales y el pleno conocimiento de derechos y
deberes laborales vigentes.
b) Incorporar en el diseño de su modelo formativo las características de sus
estudiantes, a fin de facilitar su retención, promoción, egreso y titulación.
c) Articular trayectorias formativas con otros niveles educacionales y, en
particular, con los niveles de enseñanza media técnico profesional y enseñanza
profesional y universitaria.
d) Colaborar activamente entre sí y con las universidades del Estado para el
cumplimiento de sus fines.
e) Promover la actualización permanente de su cuerpo académico, directivo y
funcionario.
f) Entregar una formación pluralista, inclusiva, laica, democrática y
participativa y que considere las características socioculturales del territorio en
que se asienta.
Los CFT Estatales trabajan en colaboración a través de la Red Nacional de Centros de Formación Técnica de Chile Red CFTECH:
1. Centro de Formación Técnica de la Región de Arica y Parinacota
2. Centro de Formación Técnica de la Región de Tarapacá
3. Centro de Formación Técnica de la Región de Antofagasta
4. Centro de Formación Técnica de la Región de Atacama
5. Centro de Formación Técnica de la Región de Coquimbo
6. Centro de Formación Técnica de la Región de Valparaíso 
7. Centro de Formación Técnica de la Región Metropolitana de Santiago
8. Centro de Formación Técnica de la Región del Libertador General Bernardo O´Higgins
9. Centro de Formación Técnica de la Región del Maule
10. Centro de Formación Técnica de la Región del Bio Bio
11. Centro de Formación Técnica de la Región de la Araucanía
12. Centro de Formación Técnica de la Región de Los Ríos
13. Centro de Formación Técnica de la Región de Los Lagos
14. Centro de Formación Técnica de la Región de Aysén del General Carlos Ibáñez del Campo
15. Centro de Formación Técnica de la Región de Magallanes y la Antártica Chilena

### Establecimientos de las Fuerzas Armadas, de Orden y Seguridad
A esta pertenecen la Academia Nacional de Estudios Políticos y Estratégicos (ANEPE); Academias de Guerra y Politécnicas; Escuelas de Armas y Especialidades de las Fuerzas Armadas; Escuela Técnica Aeronáutica de la Dirección General de Aeronáutica Civil y Academia de Ciencias Policiales de Carabineros de Chile; Escuelas Matrices de Oficiales de las Fuerzas Armadas; Escuela de Carabineros; Escuela de Suboficiales de Carabineros de Chile; Escuela de Investigaciones Policiales y Escuela de Gendarmería de Chile.

#### Escuelas Matrices
| # | Nombre                                                                   | Fundación               | Ubicación  |
| - | ------------------------------------------------------------------------ | ----------------------- | ---------- |
| 1 | Escuela Militar del Libertador Bernardo O'Higgins                        | 1817                    | Santiago   |
| 2 | Escuela Naval Arturo Prat                                                | 1818                    | Valparaíso |
| 3 | Escuela de Carabineros del General Carlos Ibáñez del Campo               | 19 de diciembre de 1908 | Santiago   |
| 4 | Escuela de Aviación del Capitán Manuel Ávalos Prado                      | 1913                    | Santiago   |
| 5 | Escuela de Gendarmería del General Manuel Bulnes Prieto                  | 1928                    | Santiago   |
| 6 | Escuela de Investigaciones Policiales Presidente Arturo Alessandri Palma | 1933                    | Santiago   |
| 7 | Escuela de Grumetes Alejandro Navarrete Cisterna                         | 3 de julio de 1868      | Talcahuano |

## Títulos y grados académicos
El título hace referencia a una certificación relacionada con área de aplicación o trabajo de la disciplina en estudio. El grado corresponde a una distinción referente al área académica.

### Títulos de educación superior

#### Técnico profesional
Los títulos de Técnico Superior y Técnico Superior Universitario (TSU) sólo pueden ser otorgados por una universidad que ofrezca una carrera técnica y no posea el rango de Grado Académico, un instituto profesional o un centro de formación técnica que ha aprobado un programa de estudios de una duración mínima de mil seiscientas horas de clases (entre dos y tres años), que le confiere la capacidad y conocimientos necesarios para desempeñarse en una especialidad de apoyo al nivel profesional. Por excepción, se reconocen como títulos técnicos los obtenidos por los profesores egresados de las escuelas normales (hasta 1974), los técnicos en salud (paramédicos o TENS, Técnicos de Nivel Superior) formados en centros asistenciales por un mínimo de 1500 horas, o los egresados en retiro de las escuelas de suboficiales de las Fuerzas Armadas, de Orden y Seguridad.

#### Profesional
El título profesional es el que se otorga a un egresado de un instituto profesional o de una universidad que ha aprobado un programa de estudios cuyo nivel y contenido le confieren una formación general y científica necesaria para un adecuado desempeño profesional. Este título puede entregarlo un Instituto Profesional o una Universidad, con la excepción del título de abogado, otorgado por la Corte Suprema.

### Grados académicos universitarios

#### Bachiller
El grado de bachiller lo otorgan ciertas universidades luego de aprobar un programa que dura en promedio dos años. Comprende conocimientos generales relacionados con áreas como las ciencias exactas, sociales, humanidades, educación, etc. Generalmente el Bachillerato permite continuar los estudios en licenciaturas o ingresar al mundo laboral con preparación universitaria.

#### Pregrado

##### Licenciado
El grado de licenciado es el que se otorga al estudiante de una universidad que ha aprobado un programa de estudios que comprenda todos los aspectos esenciales de un área del conocimiento o de una disciplina determinada. Este grado sólo puede entregarlo una Universidad.

#### Posgrado

##### Magíster
El grado de magíster (Maestría) es el que se otorga al estudiante de una universidad que ha aprobado un programa de estudios de profundización en una o más de las disciplinas de que se trate. Para optar al grado de magíster se requiere tener grado de licenciado o un título profesional cuyo nivel y contenido de estudios sean equivalentes a los necesarios para obtener el grado de licenciado. Este grado sólo puede entregarlo una universidad.

##### Doctor
El grado de doctor es el máximo que puede otorgar una universidad. Se confiere al estudiante que ha obtenido un grado de licenciado o magíster en la respectiva disciplina y que haya aprobado un programa superior de estudios y de investigación, y acredita que quien lo posee tiene capacidad y conocimientos necesarios para efectuar investigaciones originales. En todo caso, además de la aprobación de cursos u otras actividades similares, un programa de doctorado deberá contemplar necesariamente la elaboración, defensa y aprobación de una tesis, consistente en una investigación original, desarrollada en forma autónoma y que signifique una contribución a la disciplina de que se trate. Este grado únicamente puede entregarlo una universidad.